# Тиждень критики (Каннський кінофестиваль)
Тиждень критики (фр. Semaine de la critique; з 2008 — Міжнародний тиждень критики (фр. Semaine internationale de la critique)) — програма (секція) офіційного конкурсу Міжнародного каннського кінофестивалю. Започаткована у 1962 році Асоціацією французьких кінокритиків (фр. Syndicat français de la critique de cinéma) та присвячена відкриттю нових талантів у кінематографі. У програмі представлені тільки перші та другі кінотвори.

## Історія
Історія Тижня критиків бере початок у 1961 році коли на 14-му Каннському кінофестивалі за ініціативою Асоціації французьких кінокритиків (фр. Syndicat français de la critique de cinéma) було представлено кіноадаптацію однойменною п'єси Джека Жельбера «Зв'язок» американської режисерки Ширлі Кларк, — фільму незалежного виробництва, що не відповідав традиційним вимогам фестивальної конкурсної програми. Показ стрічки викликав великий резонанс на кінофестивалі, тож тодішній генеральний директор фестивалю Роберт Фавр Ле Бре вирішив зі схвалення Національного центру кінематографії (фр. Centre National de la Cinématographie), розширити та посилити на фестивалі представлення цього типу фільмів в наступні роки. Організацію нової програми було покладено на Асоціацію французьких кінокритиків та відведено на її проведення тиждень протягом майбутнього фестивалю. Критик Неллі Каплан запропонувала назву програмі — «Тиждень критики».
З часу першого проведення в 1962 році, організація проведення програми зазнала багатьохох змін. Зараз мають свій конкурс короткометражні фільми, а також проводяться спеціальні покази.
На Тижні критики Каннського кінофестивалю дебютували такі відомі сьогодні кінорежисери, як Кріс Маркер, Дені Аркан, Бернардо Бертолуччі, Жан Осташ, Філіпп Гаррель, Барбет Шредер, Кен Лоуч, Ромен Гупіль, Леос Каракс, Амос Гітай, Вонг Карвай, Арно Деплешен, Бенуа Пульворд, Гільєрмо дель Торо, Жак Одіар, Кевін Сміт, Франсуа Озон та Гаспар Ное.

## Нагороди Тижня критики
Повнометражні фільми
- Гран-прі Тижня критики
- Приз Консорціуму письменників і композиторів[fr] (SACD) за найкращий фільм
- Приз ACID (Асоціація незалежного кіно та його розповсюдження)
- Приз молодих критиків OFAJ (фр. Office franco-allemand pour la jeunesse)
- Приз «Золота залізниця» (фр. Rail d'or) — вручається з 1995 року групою кіноманів-залізничників, які відвідують покази Тижня

Короткометражні фільми
- Гран-прі Canal+ за найкращий короткометражний фільм
- Приз Відкриття Kodak (фр. Prix Découverte Kodak) за найкращий короткометражний фільм
- Гран Крю (фр. Grand Cru)
- Rail d'or